# 天下一大樂
《天下一大樂》是一部以1980年代台灣地下賭博遊戲“大家樂”熱潮為背景的電影，呈現當時台灣眾人皆有夢的情況，夢醒皆成空，以歡樂的喜劇諷刺當時瘋大家樂的社會，勸戒觀眾千萬別賭博。
此片由延平電影工作室製作，學甫有限公司出品，學冠有限公司發行，出品人蔡松林（學者有限公司老闆），監製祥全，導演朱延平，編劇林煌坤，演員有豬哥亮、倪敏然、廖峻、卓勝利、朱慧珍、澎澎、小多多、劉嘉芬、林光寧、澎恰恰、顏正傑、陳松勇、鄭進二。主題曲〈什麼樂〉由蔡振南作詞作曲、蔡秋鳳主唱、愛莉亞唱片發行，蔡秋鳳在片尾客串遊覽車車掌小姐。
《天下一大樂》分為三個故事，男主角分別是豬哥亮、廖峻、卓勝利。豬哥亮在本片中飾演一個無所事事、帶著兒子騙吃騙喝的小人物，以鄉土形式詮釋類似朱延平電影《天生一對》中許不了的角色。

## 演員
| 人物角色       | 演員   |
| -------------- | ------ |
| 豬哥亮         | 豬哥亮 |
| 廖仔           | 廖峻   |
| 卓仔           | 卓勝利 |
| 廖太太         | 澎澎   |
| 卓太太         | 朱慧珍 |
| 多多           | 小多多 |
| 卓仔兒子       | 顏正傑 |
| 大哥           | 倪敏然 |
| 賓館老闆       | 陳松勇 |
| 豬哥亮前妻     | 徐樂眉 |
| 前妻新老公     | 鄭進二 |
| 蛋糕店老闆     | 林光寧 |
| 蛋糕店老闆娘   | 劉嘉芬 |
| 石頭公乩童     | 澎恰恰 |
| 組頭           | 林偕文 |
| 遊覽車車掌小姐 | 蔡秋鳳 |

## 電影歌曲

### 主題曲
| 歌名   | 演唱者 | 作詞   | 作曲   |
| 什麼樂 | 蔡秋鳳 | 蔡振南 | 蔡振南 |

## 拍攝地點
- 東和禪寺周邊民宅：目前已改建為臺北市青少年育樂中心、青少年發展處、中正一分局仁愛路派出所

臺北市中正區仁愛路一段17.19號 
- 國道一號楊梅收費站舊址、內政部警政署國道公路警察局第二公路警察大隊楊梅分隊：目前已拆除改建為五楊高架終點和校前路交流道

桃園市楊梅區校前路294之1號

## 外部連結
- 痞客邦上《天下一大樂 （页面存档备份，存于）》的資料
- 互联网电影数据库（IMDb）上《天下一大樂》的资料（英文）
- 開眼電影網上《天下一大樂》的資料（繁體中文）
- 豆瓣电影上《天下一大樂》的資料 （简体中文）